# Dirk Schäfer (pianist)

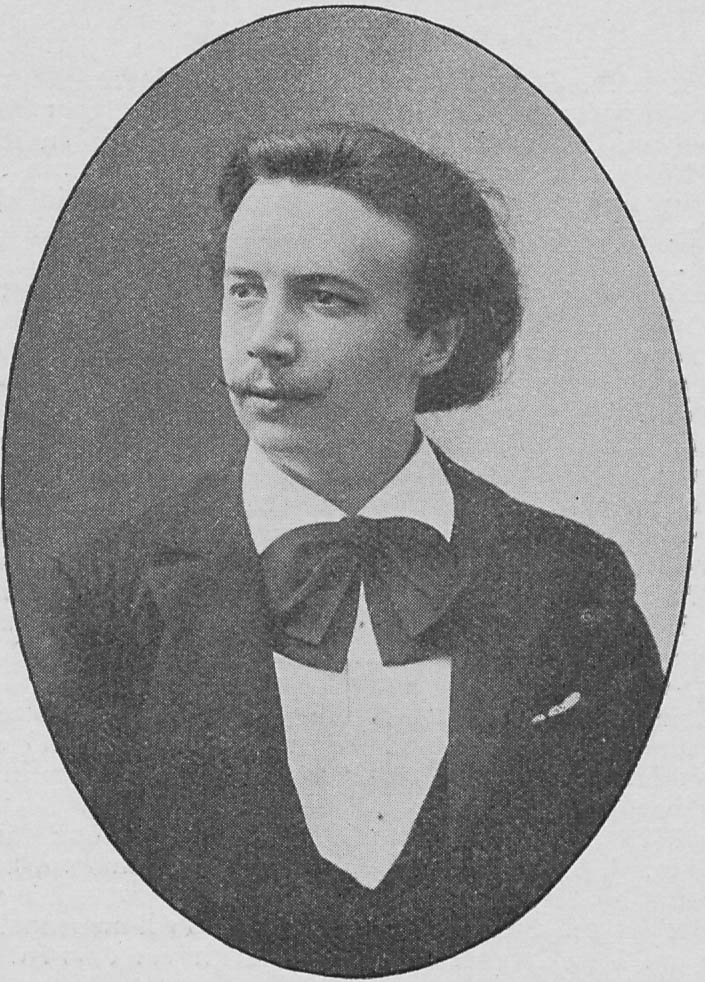
Dirk Schäfer uit Onze Musici, ca. 1898

Dirk Schäfer (Rotterdam, 25 november 1873 - Amsterdam, 16 februari 1931) was een Nederlands componist, pianist, muziekpedagoog en publicist.

## Algemeen
Hij was zoon van boekhouder Johannes Hendricus Schäfer en Johanna Wilhelmina Reisig. Zelf was hij getrouwd met de Kampense onderwijzeres en latere pianolerares Ida Antonia Schäfer-Dumstorff. Schäfer woonde gedurende zijn leven zowel aan de Van Breestraat vernoemd naar musicus Johannes van Bree als de Händelstraat vernoemd naar componist Georg Friedrich Händel. Dirk Schäfer werd begraven op begraafplaats Zorgvlied te Amsterdam. Amsterdam kent een Dirk Schäferstraat.

## Vorming
Schäfer kreeg vanaf veertien jaar  pianolessen van Joh.H. Sikemeier aan de muziekschool van de Maatschappij tot Bevordering der Toonkunst te Rotterdam. Andere leraren waren Theodoor Verhey, Friedrich Gernsheim en Richard von Perger
Hij studeerde vervolgens vanaf 1890 met een Koninklijke toelage aan het conservatorium te Keulen met leraren Max Pauer, Gustav Jensen en Franz Wüllner. Hij studeerde in 1894 met een Preis-Zeugniss af voor pianospel en compositieleer. In 1895 volgde nog een Mendelssohn-prijs vanuit Berlijn.

## Pianist
Schäfer was beginnend vanuit Den Haag (1897) een vermaard pianist die ook buiten Nederland optrad, al dan niet met Gérard Hekking. Hij stond met name bekend om zijn uitvoeringen van het oeuvre van Frédéric Chopin. Ook speelde hij vele transcripties van klavecimbelwerken, waaronder de Goldbergvariaties van J.S. Bach en werk van Carl Flesch. Hij speelde in seizoen 1913-1914 bijvoorbeeld een serie van 10 concerten op zogeheten 'historische avonden' in de Kleine Zaal van het Amsterdamse Concertgebouw. Van hem is bekend dat hij in 1921 nog een concertreis maakte langs de Europese hoofdsteden. Tussen 1896 en 1921 concerteerde hij vijftien maal met het Concertgebouworkest, tijdperk Willem Mengelberg (13x) en Karl Muck (2x).

## Componist
Als componist schreef Schäfer doorgaans veeleer orkestraal dan pianistisch. Zijn schrijfstijl is met name in zijn polyfone passages verwant met die van Richard Strauss. Hij was een romanticus met classicistische inslag en had een afkeer van de moderne muziek van zijn tijd. Schäfers muziek kenmerkt zich door rijke harmonieën met een weelderig coloriet en een sonore klank. Schäfer is bepaald geen typisch Nederlands componist in zijn componeren: de muziek is volgens Eduard Reeser "exuberant en stilistisch niet van vreemde smetten vrij".
Werken met opusnummer:
- Zwei Lieder, opus 1 (gemengd koor en orkest)
- Zwei Gesänge, opus 2 (gemengd koor)
- Acht etuden, opus 3
- Eerste Sonate voor Viool en Piano, opus 4
- Klavierquintett in Des, opus 5
- Tweede Sonate voor Viool en Piano, opus 6
- Rhapsodie Javanaise, opus 7 (orkest)
- Suite Pastorale, opus 8 (orkest / pianosolo)
- Sonate Inaugurale, opus 9
- Drie klavierstukken, opus 10

1. Veranderingen op een eigen dansthema
2. Théatre-Variété-scènes
3. Derde Wals

- Twee Sonates voor viool en piano, opus 11
- Zes klavierstukken, opus 12
- Sonate voor Cello en Piano, opus 13
- Strijkkwartet, opus 14
- Acht klavierstukken, opus 15
- Vier liederen, opus 16

1. Die Einsame
2. Zomernacht
3. Lenz
4. Wenn ich Abschied nehme

- Vijf interludes, opus 17
- Toccata, opus 18
- Suite "In de stilte", opus 19

Werken zonder opusnummer:
- Drie klavierstukken (A.A. Noske, Den Haag)

1. Scherzo
2. Impromptu
3. Valse di Bravura

- Quatre petits morceaux (Süddeutscher Musikverlag, Strassburg)
- Walzer (Hansen, Kopenhagen)
- Barcarolle (Leuckart, Leipzig)
- Präludium und Fuge (Leuckart, Leipzig)
- Variationen auf eine Sequenz (Kahnt, Leipzig)

## Publicist
Hij schreef verschillende artikelen en boeken, waaronder Het klavier. Dit was een der eerste Nederlandse pianomethoden. Een van zijn bekendste leerlingen en navolgers was Cornelius Berkhout, die ook een pianomethode schreef, die deels gebaseerd is en voortborduurde op Schaefers methodiek. Het boek van Schäfer werd door zijn weduwe Ida  Schäfer-Dumstorff, die de methode al in 1934 hanteerde, geredigeerd en in 1942 gepubliceerd. Het opent met een citaat van Schäfer:
Kunst is rechtstreeks waarheid openbaren.— Dirk Schäfer